# Бахаров, Захари
Захари Бахаров (болг. Захари Емилов Бахаров; род. 12 августа 1980) — болгарский актёр, наиболее известный по роли Моли в «Дзифте» и по роли Иво Андонова в телесериале канала БНТ 1 «Под прикрытием».

## Карьера
Его первая главная роль в кино была в фильме «Дзифт» режиссёра Явора Гырдева. Этот фильм делает его звездой и зарабатывает ему премию за лучшую мужскую роль на Болгарской церемонии кино (2009).
В 2012 году, Бахаров вместе со своими коллегами и лучшими друзьями Владимиром Карамазовым и Юлианом Верговым основал продюсерскую компанию — Three Bears Entertainment. Пока что компания стала продюсером трёх театральных постановок: «Шпинат с картофелем» (от Золтана Егреси), «Искусство» (от Ясмины Реза) и «Дакота» (от Жорди Гальсерана).

## Телевидение
В 2011—2014 гг., Захари Бахаров играл Иво Андонова с сериале канала БНТ 1 «Под прикрытием».
C 2012 года, Бахаров является ведущим телевизионной игры «Национальная лотерея» на Nova TV.
В 2015 году, он появился в пятом сезоне телесериала канала HBO «Игра престолов» в роли Лободы, одичалого.

## Личная жизнь
Захари Бахаров состоит в долгих отношениях с болгарской журналисткой Дианой Алексиевой. У них двое детей — сын Максим (род. 2010) и дочь Кая (род. 2013).
Младший брат Бахарова, Явор Бахаров, тоже актёр.

## Фильмография
| Год  | Название                            | Ориг. название                  | Роль           | Примечания |
| ---- | ----------------------------------- | ------------------------------- | -------------- | ---------- |
| 2008 | Игра по-крупному                    | War, Inc.                       | парень с видео |            |
| 2008 | Дзифт                               | Дзифт                           | Моль           |            |
| 2009 | Опасная гастроль                    | Command Performance             | Михаил Каписта |            |
| 2009 | Универсальный солдат 3: Возрождение | Universal Soldier: Regeneration | командир Топов |            |
| 2010 | Путь домой                          | The Way Back                    | дознаватель    |            |
| 2012 | Гринго                              | El Gringo                       | офицер Белл    |            |
| 2013 | Близкие враги                       | Enemies Closer                  | Сол            |            |
| 2014 | Охотники за сокровищами             | The Monuments Men               | командир Илья  |            |

| Год       | Название       | Ориг. название  | Роль        | Примечания  |
| --------- | -------------- | --------------- | ----------- | ----------- |
| 2011-2014 | Под прикрытием | Pod Prikritie   | Иво Андонов | 48 эпизодов |
| 2015-     | Игра престолов | Game of Thrones | Лобода      | 1 эпизод    |